# Nortupit
Nortupit je redek evaporitni karbonatno kloridni mineral s kemijsko formulo Na3Mg(CO3)2Cl. Pojavlja se v brezbarvnih do temno sivih ali rjavih oktaedričnih kristalih ali grozdičastih masah. Sintetični mineral je skrajni člen niza  mineralov, katerega drugi skrajni člen je tihit (Na6Mg2(CO3)4SO4).
Odkrili so ga leta 1895 v Searles Lakeu, San Bernardino County, Kalifornija. Ime je dobil po odkritelju C.H. Northupu iz San Hosea v Kaliforniji.
V Searles Lakeu ga spremljata minerala tihit in pirsonit, v Green River Formation, Wyoming, ZDA,   pa tudi šortit, trona, pirsonit, gejlusit, labuncovit, sirlesit, norsetit, luglinit, pirit in kremen.